# Аваруит
Аваруит (назван в честь бухты Аваруа, Новая Зеландия) — минерал, разновидность самородного железа, богатого никелем с отношением Ni:Fe от 2:1 до 4:1.
Встречается в виде вкраплений в серпентинизированных перидотитах, серпентинитах, трахитах; в россыпях с Pt, Au, SnO2 и др. Был найден как редкий компонент в ассоциациях с камаситом, аллабогданитом, шрейберзитом и графитом в железных метеоритах (Odessa и Allende). Плавится в тонких осколках и темнеет.

## Поведение аваруита в кислотах
Медленно растворяется в разбавленной HCl и только слегка подвергается действию царской водки. Сильно магнитен, ковкий.